# Don't Kill My Vibe
Don't Kill My Vibe è un singolo della cantante norvegese Sigrid, il primo estratto dall'omonimo EP di debutto e pubblicato il 10 febbraio 2017.

## Tracce
Testi e musiche di Sigrid Raabe e Martin Sjølie.
1. Don't Kill My Vibe – 3:04

## Classifiche
| Classifica (2017) | Posizione massima |
| ----------------- | ----------------- |
| Australia         | 85                |
| Norvegia          | 28                |
| Regno Unito       | 62                |